# ويليام هنري دنيس
ويليام هنري دنيس (بالإنجليزية: William Henry Dennis)‏ هو سياسي كندي، ولد في 31 مارس 1887 في كندا، وتوفي في 18 يناير 1954 بأوتاوا في كندا. حزبياً، نشط في حزب كندا المحافظ. وقد انتخب عضو مجلس الشيوخ الكندي.